# Inspektionsskibet Saltholm
Saltholm blev bygget i Göteborg i 1882 til Det Forenede Dampskibsselskab. Skibet blev brugt på Øresundstrafikken, så det blev et af de syv DFDS-skibe, der indgik i Dampskibsrederiet Øresund, da det blev stiftet i år 1900. I 1916 blev det udlånt til Marinen og overtog vagtskibet Kong Christians rolle som vagtskib i Lillebælt. 

## Tekniske data

### Generelt
- Deplacement: 202 tons

### Armering
- Artilleri: Let bevæbning.

## Tjeneste
- Overtaget i 1916 og anvendt som vagtskib i Lillebælt. Returneret til civil tjeneste i 1919.